# Кузьмін Любомир Ігорович
Любоми́р І́горович Кузьмі́н (28 серпня 1990, Славське Сколівський район Львівська область — 23 травня 2014, Новопавлівка Волноваський район Донецька область) — старший солдат Збройних сил України, учасник російсько-української війни.

## Короткий життєпис
Любомир був найстаршим з чотирьох братів. 2007 року закінчив ЗОШ. Пройшов строкову армійську службу на посаді водія. Працював у Славському різноробом та водієм.
В часі війни мобілізований у кінці березня 2014-го — водій-електрик медичного пункту 1-го механізованого батальйону 51-ї окремої механізованої бригади. Разом із підрозділом у травні 2014 року перебував в районі міста Волноваха на Донеччині.
23 травня 2014 року Любомир виїхав у звичайний рейс. За 5 кілометрів від села Новопавлівка Волноваського району військова санітарна машина УАЗ-«таблетка» була обстріляна автоматною чергою. Солдат Кузьмін загинув. Офіцер, який був поряд із ним, дістав важкі поранення.
За день до того в бою під Волновахою загинули 16 військовослужбовців 51-ї бригади, на місці того бою 2015 року встановлено меморіальну дошку, на ній вказане й ім'я Любомира Кузьміна.
Похований у Славському, почесне поховання біля церкви, з військовими почестями. В останню путь проводжали кілька тисяч людей.
Без Любомира лишились дружина Світлана та 3-річний син Артем. У листопаді 2015 року сім'ю загиблого військовослужбовця забезпечили квартирою у м. Стрий.

## Нагороди та вшанування
За особисту мужність і високий професіоналізм, виявлені у захисті державного суверенітету та територіальної цілісності України, вірність військовій присязі, відзначений — нагороджений медаллю «Захиснику Вітчизни» (27.06.2015, посмертно).
22 серпня 2014 року рішенням № 479 сесії Сколівської районної ради Любомиру Кузьміну присвоєно звання «Почесний Громадянин Сколівського району» (посмертно).